# Kodi
Kodi (prej imenovan Xbox Media Center) je prosti, odprto kodni medijski predvajalnik oziroma aplikacija za domačo zabavo z uporabniškim vmesnikom namenjenim uporabi na TV ekranih. Prvotno je bil razvit za uporabo v prvi generaciji Microsoft Xbox igralnih konzol, sedaj pa je na voljo tudi za uporabo v operacijskih sistemih Windows, Linux ter Mac OS X. Prav tako je na voljo verzija, ki ne potrebuje operacijskega sistema za delovanje, tako imenovan XBMC Live. 
XBMC podpira vse pogosto uporabljene avdio in video formate, prav tako zna odpirati in prikazati slike, sezname predvajanj in vizualizacije. Lahko nam prikaže vremensko napoved in novice, ter ob namestitvi dodatnih skript še marsikaj drugega. 
Preko plugin sistema, ki temelji na programskem jeziku Python je XBMC s pomočjo dodatkov razširljiv tako, da zna predvajati vsebine z YouTube-a, prikazovati napovednike filmov, podcast strujanje (RSS,...) itd. XBMC prav tako vsebuje igralno platformo za mini-igre napisane v programskem jeziku Python. Verzija XBMC za Xbox pa je sposobna zagnati konzolne igre tudi preko XBMC vmesnika.
XBMC izvorna koda je distribuirana pod GPL (GNU General Public Licence), ter ni uradno podprt s strani Microsofta.
XBMC je naslednik popularnega Xbox Media Player (XBMP) programa. Xbox Media Player je končal z razvojem 13. decembra 2003, v času ko je bil njegov naslednik XBMC pripravljen za izdajo. Prva stabilna verzija XBMC je bila izdana 29. junija 2004, z uradnim imenom XboxMediaCenter 1.0.0. Novosti v prvi stabilni različici so prinašale dodatek Filezilla FTP strežnik, DHCP podporo ter novo verzijo MPlayer-ja. 
Vsaka naslednja različica je prinesla nove dodatke kot na primer podpora za iTunes funkcije (DAAP, Smart Playlist), Nulsoft video strujanje, nove podprte avdio in video formate ter seveda izboljšanje stabilnosti z vsako novo verzijo.
Po dveh letih razvoja so oznanili verzijo XBMC 2.0.0., ki je bila izdana 29. septembra 2006. Dodanih je bilo še veliko novih funkcij kot so podpora RAR in ZIP arhivom ter nov izgled predvajalnik. Razvoj se je nadaljeval in se še nadaljuje, trenutno je zadnja stabilna verzija 9.04 z oktobrom 2009.

## XBMC Live
XBMC Live je brezplačna Linux distribucija, ki omogoča polno funkcionalen medijski center za osebne računalnike. Verzijo se zažene s pomočjo boot-CDja, torej za delovanje ne potrebuje nobenega operacijskega sistema. Kot LiveCD lahko teče povsem brez inštalacije na trdem disku in je zato primeren predvsem za tiste, ki si želijo prvič preizkusiti XMBC, brez da bi morali karkoli inštalirati. Lahko ga smatramo tudi kot brezplačno alternativo Windows Media Centru s podprtim IR-sprejemnikom omenjenega sistema. 
XBMC Live je zasnovan tako, da ga lahko namestimo na trdi disk ali flash disk in ga uporabljamo v dnevni sobi kot HTPC (Home Theater PC). Z namestitvijo na disk je XBMC še bolj odziven in hiter, na voljo nam je CD/DVD-pogon, ki je zaseden, ko XBMC zaganjamo direktno iz CD-ja, prav tako pa imamo možnost shranjevati nastavitve, dodajati nove skripte ter nalagati posodobitve.

## XBMC za Linux
XBMC za Linux je bil razvit posebej za distribucijo Ubuntu operacijskega sistema od verzije 7.10 naprej. Na voljo so tudi paketi ki se jih lahko prevede za večino ostalih Linux distribucij. XBMC je trenutno edini program, ki podpira stojno pospeševanje videa preko VDPAU (Nvidia grafična knjižnica za Unix sisteme).

## XBMC za MAC
XBMC za Mac deluje tekoče na operacijskem sistemu Mac OS X (Tiger, Leopard, Snow Leopard), kot tudi na Apple TV.

## XBMC za Windows
XBMC za Windows deluje na Windows XP, Windows Vista in Windows 7. Je 32-bitna aplikacija, ki deluje tudi na 64-bitnih Windows sistemih, vendar trenutno še ne omogoča hitrejšega delovanja na 64-bitnih operacijskih sistemih.

## XBMC za XBOX
Trenutno zadnja stabilna verzija za Xbox je verzija 9.04 (»Babylon«), izdana dne 6.5.2009. Ker je XBMC za Xbox odprto-kodni program, je njegova izvorna koda dosegljiva na Subversion strežniku. Koda, ki se nahaja na tem strežniku je načeloma novejša in vsebuje več funkcij kot zadnja stabilna verzija, vendar tipično take kode vsebujejo še veliko hroščev, ki se jih odpravi pred izidom stabilne verzije.
Ker XBMC za Xbox ni podpisan s strani proizvajalca igralne konzole Xbox (Microsoft), je potrebna modifikacija za zagon XBMC. Zagon je mogoč kot aplikacija (oziroma kot Xbox igra) ali pa kot Xbox dashboard - grafični vmesnik za Xbox, ki se zažene ob vklopu konzole.
XBMC predvaja CD/DVD medije z uporabo vgrajenega DVD-predvajalnika. Vsebine lahko predvaja tudi iz:
- vgrajenega trdega diska
- SMB/SAMBA/CIFS strežnika (Windows - omrežna mesta)
- strujanje iz ReplayTV DVR/PVR (Digital/Personal video recorder)
- UPnP (Universal Plug and Play) naprav
- XBMSP (Xbox Media Stream Protocol) strežnika
- iTunes, preko DAAP (Digital Audio Access Protocol - Apple iTunes protokol za izmenjavo medija preko lokalnega omrežja)
- predvajanje internetne avdio/video vsebine (kot na primer SHOUTcast)
- preko UDP protokola (IPTV)

Poleg tega združuje še funkcije, ki nam omogočijo dostop do dodatnih informacij in zabave:
- preko themoviedb.org in imdb.com lahko prikaže razne informacije o filmih (dolžina trajanja, žanr, igralci, opisi, ocene,...)
- thetv.db za opise TV serij
- CDDB (Compact Disc Database) za Audio-CD
- vremenske informacije (preko weather.com)
- omogoča pošiljanje statistike poslušanja glasbe na Last.fm
- MP3+CDG funkcijo karaok
- veliko avdio vizualizacij ter ohranjevalnikov zaslona

Prav tako lahko spremeni ločljivost predvajanja iz standardnih (480i, 480p, 576i, 576p) v visoko ločljive (720p, 1080i, 1080p).

## Podpora formatom
XBMC lahko uporablja in predvaja veliko multimedijskih formatov. Lahko jih tudi dekodira in pošlje preko AC3/DTS avdia v filmu direktno na S/PDIF digitalni izhod zunanjega avdio ojačevalnika.
- Fizični mediji: CD, DVD, DVD-Video, Video CD (VCD/SVCD/XVCD), Audio-CD (CDDA), USB Flash pogoni in trdi diski HDD
- Mrežni protokol: UPnP, SMB/SAMBA/CIFS, XBMSP, DAAP, HTTP, HTTPS, FTP, RTSP (RTSPU, RTSPT), MMS (MMSU, MMST), RTMP, Podcasting, TCP, UDP, SFTP, RTP
- Formati: AVI, MPEG, WMV, ASF, FLV, Matroska, QuickTime, MP4, M4A, AAC, NUT, Ogg, OGM, RealMedia RAM/RM/RV/RA/RMVB, 3gp, VIVO, PVA, NUV, NSV, NSA, FLI, FLC, in DVR-MS (beta podpora)
- Video formati: MPEG-1, MPEG-2, H.263, MPEG-4 SP and ASP, MPEG-4 AVC (H.264), HuffYUV, Indeo, MJPEG, RealVideo, RMVB, Sorenson, WMV, Cinepak,
- Avdio formati: MIDI, AIFF, WAV/WAVE, MP2, MP3, AAC, AACplus, AC3, DTS, ALAC, AMR, FLAC, Monkey's Audio (APE), RealAudio, SHN, WavPack, MPC/Musepack/Mpeg+, Speex, Vorbis in WMA.
- Slike: RAW, BMP, JPEG, GIF, PNG, TIFF, MNG, ICO, PCX in Targa/TGA
- Podnapisi: AQTitle, ASS/SSA, CC, JACOsub, MicroDVD, MPsub, OGM, PJS, RT, SMI, SRT, SUB, VOBsub, VPlayer
- Metadata tagi: APEv1, APEv2, ID3 (ID3v1 and ID3v2), ID666 in Vorbis comments za avdio formate ter Exif in IPTC (z GeoTagging) za slikovne formate

## Video knjižnica
Video knjižnica je zelo pomembna XMBC funkcija. Omogoča nam organizacijo video vsebin po informacijah, ki jih lahko pridobi z različnih virov, kot so IMDb, TheMovieDB, TheTVDB ter tudi iz informacij, ki se nahajajo v NFO datotekah. NFO je pripona datoteke (angl. kratica za information), ki predstavlja navadno besedilno datoteko namenjeno pregledovanju v urejevalniku besedil.
Knjižnica nam te informacije o video vsebinah prikaže glede na kategorije: Zvrst, Naslov, Leto, Igralci, itd.

## Glasbena knjižnica
Glasbena knjižnica je še ena izmed ključnih XMBC funkcij. Prav tako, kot video knjižnica, nam omogoča organizacijo glasbenih datotek, kreiranje pametnih seznamov predvajanja vsebujoč informacije pripete glasbeni datoteki (IDmetaTags), kot so naslov, izvajalec, album, leto, zvrst in popularnost. Omogoča tudi avtomatsko nalaganje slik albuma ter ozadij.

## Python skripte
XMBC podpira Python Script Engine ter Windows XML framework. Python skripta omogoča uporabnikom dodajanje novih funkcionalnosti v XBMC. Trenutna zbirka Python skript za XBMC je že zelo obširna, na voljo so TV sporedi, e-mail klienti, napovedniki filmov, internet TV, PVR programi, igre ter mnogo drugega.

## Python vtičniki
V nasprotju s skriptami, vtičniki ne prinašajo novih funkcionalnosti v XBMC, ampak nam omogočajo enostavno predstavitev vsebin preko zmogljivega grafičnega vmesnika GUI. Vsebino večinoma predstavljajo internetni viri, kot so Internet Audio in Video strujanje (npr. Internet TV kanali, Podcast) ali slike s spletnih strani kot na primer Flickr ali Picasa.
Najbolj razširjen vtičnik je prav gotovo SVN Repo Installer, ki vključuje veliko uporabnih skript. V večini XBMC verzij je dodatek že nameščen, vseeno pa je možna ročna namestitev v mapo z vtičniki.

## Podpora jezikom
XBMC podpira mnoge svetovne jezike. Preveden je v več kot 35 jezikov, možno pa ga je tudi prevesti še v kakšen drug jezik ali pa narediti popravke obstoječega prevoda. 
Prevodi se nahajajo v namestitveni mapi XMBC - \XBMC\Language\(mape z različnimi jeziki) in se shranjujejo v XML-datoteke (strings.xml).

## Preobleke
Še ena izmed mnogih XMBC prilagodljivosti je možnost izbire preobleke. Privzeto je možnost izbire med tremi preoblekami.
Lista delujočih preoblek: http://xbmc.org/wiki/?title=List_of_working_skins Arhivirano 2010-02-05 na Wayback Machine.
Mapo z novo preobleko se shrani na lokacijo \XBMC\skins\
Z novo verzijo XBMC 9.11 je uradna preobleka zamenjana z novo, imenovano Confluence.

## RSS viri
Rss viri omogočajo dodajanje in branje/ogled/poslušanje vsebin neposredno iz XBMC grafičnega vmesnika (GUI). XBMC omogoča tudi ogled RSS novic na prvi strani XBMC vmesnika. Vsebino novic nastavimo v datoteki, ki se nahaja v osebni mapi na lokaciji \userdata\RssFeeds.xml
XBMC omogoča vrsto vmesnikov in naprav za upravljanje z njim. Ker deluje zelo intuitivno, ni potrebno prebrati priročnika ali kaj podobnega, zato, da se naučimo ukazov, ampak ga preprosto začnemo uporabljati in se upravljanja naučimo skozi uporabo.

## Seznam naprav za upravljanje z XBMC-jem
- Računalniška tipkovnica in miška
- Apple Remote
- WEB aplikacija za daljinsko upravljanje z mobilnim telefonom
- Xbox controller - upravljanik
- Xbox DVD-Kit Remote controll
- Xbox media extender remote
- Univerzalni IR daljinski upravljalnik

1. ↑  Kodi for iPhone